# Nagy-Viktória-sivatag
A Nagy-Viktória-sivatag gyéren lakott sivatagos terület Nyugat-Ausztráliában és Dél-Ausztráliában. 

## Elhelyezkedése és jellemzői
A Nagy-Viktória-sivatag a legnagyobb kiterjedésű sivatagos terület Ausztráliában, ahol számos homokdűne, füves pusztaságok, kavicsos síkságok és sóstavak találhatóak. A sivatag kelet-nyugati irányban mintegy 700 kilométeres kiterjedésű, Eastern Goldfieldstől a dél-ausztrál Gawler-hegységig terjed. A Western Australian Malee shrub régió található a sivatag nyugati végénél, míg északnyugatról a Kis-homoksivatag határolja, északról a Gibson-sivataggal határos és a Central Ranges xeric shrublands is itt található, keletről a Tiari-sivatag és a Sturt Stony-sivatag határolja, míg délről a Nullarbor-síksággal határos. 
A kis mennyiségű és szeszélyes eloszlású éves csapadékösszeg 200-250 mm közt váltakozik. Éves szinten mintegy 15 zivatar áztatja a sivatag homokját. A nyári nappali csúcshőmérsékletek a 32 és 40 fok közt váltakoznak, míg télen 18 és 23 °C közt váltakozik a nappali maximumhőmérséklet.

## Emberi települések
A sivatag területén elsősorban bennszülött ausztrálok laknak. A Nagy-Viktória-sivatagban élő fiatalabb bennszülött generáció tagjainak van lehetősége részt venni a Wilurarra Creative programban, amely kultúrájuk és szokásaik fennmaradásához, illetve fejlődéséhez járul hozzá.
Az emberi tevékenység nyomai az őslakosok által lakott vidékeken kívül csak a nukleáris fegyverek teszttelepein lelhető fel. Manapság a Kogara, a Mirning és a Pitjantjatjara népcsoportok lakják a sivatag vidékeit.
Annak ellenére, hogy Ausztrália egy eléggé elhagyatott és távoli vidékéről van szó, mégis a sivatagot kettészeli a Connie Sue Highway és az Anne Beadell Highway.

## Történelem
1875-ben Ernest Giles kelt át első európaiként a sivatagon, aki a brit királynő után nevezte el a sivatagot. 1891-ben David Lindsey expedíciója északról délre vezetett keresztül a sivatagon. Frank Hann 1903 és 1908 közt kutatott a vidéken arany után. Len Beadell az 1960-as években kutatta fel a vidék távoli részeit.

## Környezetvédelem
A Nagy-Viktória-sivatag a WWF ökorégiója és Ausztrália IBRA régiója is egyben. Mivel a terület az emberi hatásoktól mentes tudott maradni, ezért létrehozták a sivatagban a Mamungari Conservation Parkot, a Great Victoria Desert Nature Reserve-et és a Anangu Pitjantjatjara Yankunytjatjara bennszülött önkormányzati területet.
Az 1950-es és 1960-as években végzett kísérleti atomrobbantások nyomán a Maralinga és az Emu field környéki területek plutónium-239-cel és más radioaktív anyagokkal szennyezettek.

## Fordítás
Ez a szócikk részben vagy egészben  a   Great Victoria Desert című angol Wikipédia-szócikk ezen változatának fordításán alapul.  Az eredeti cikk szerkesztőit annak laptörténete sorolja fel. Ez a jelzés csupán a megfogalmazás eredetét és a szerzői jogokat jelzi, nem szolgál a cikkben szereplő információk forrásmegjelöléseként.